# Улица Демёхина (Луганск)
Улица Демёхина (укр. Вулиця Демьохіна) — улица Луганска, расположенная в Ленинском районе.
Состоит из трёх участков между улицей Почтовой и Центральным рынком.

## История

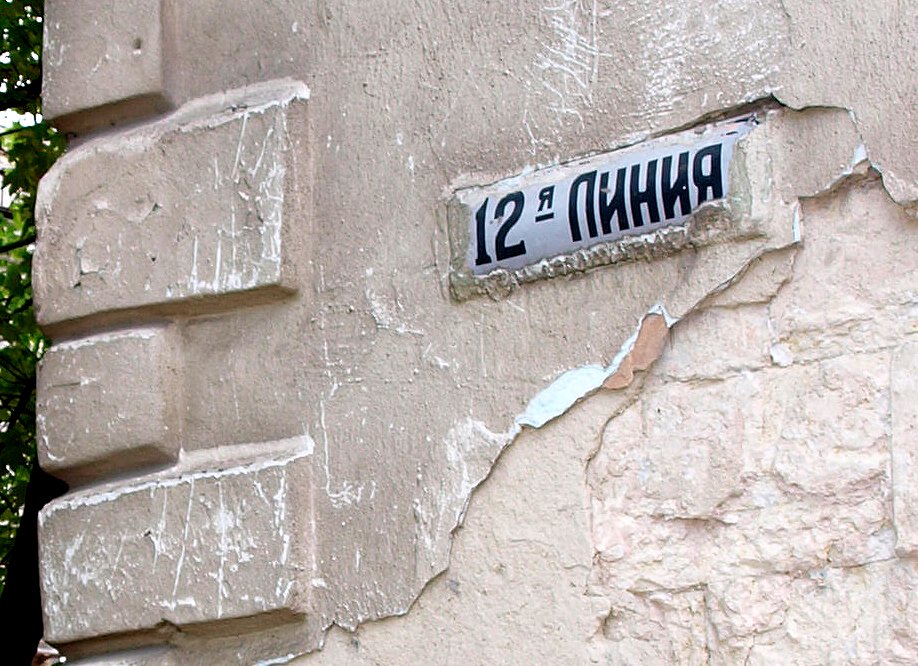
12-я линия

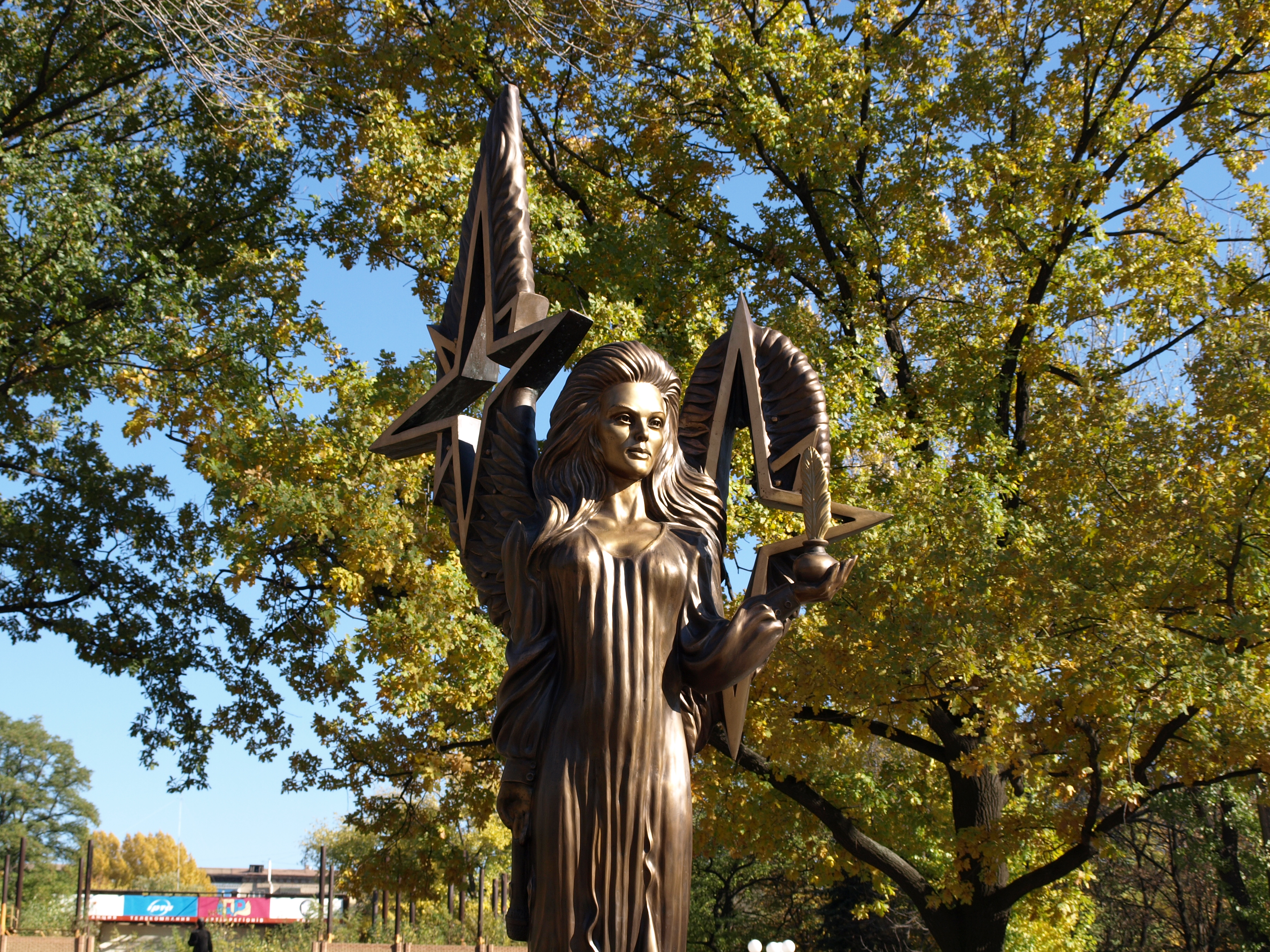
Сквер ВЛКСМ

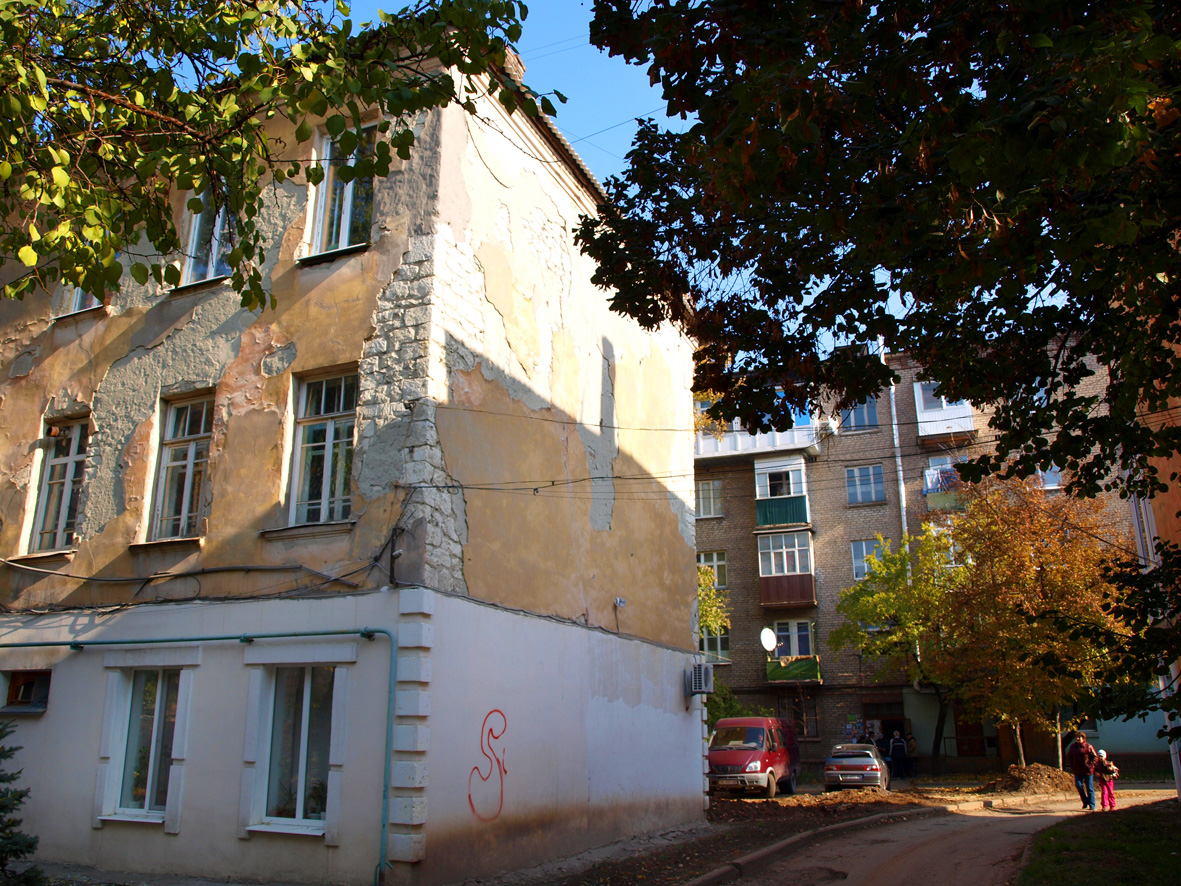
Здание на улице Демёхина

Первоначально улица Демёхина носила два названия: 23-я линия и 24-я линия.
В 1925 году на улице строятся трёхэтажные дома для работников из Эмаль завода.
Прежнее название путало горожан, поэтому с 1930 года улица называется 12-я линия.
С 1936 года на улице Демёхина и Коцюбинского работает одно из старейших учебных заведений в городе — школа № 20.
В 1950 году строят пятиэтажные кирпичные дома. Вместе с ними возводятся здания для обкома КПУ, облисполкома, также строятся скверы Героев Великой Отечественной войны и 30-летия ВЛКСМ.
С 1965 года улица носит имя в честь Героя Советского Союза Андрея Демёхина, который здесь жил с четырёх лет.

## Расположение
Улица находится в Ленинском районе.

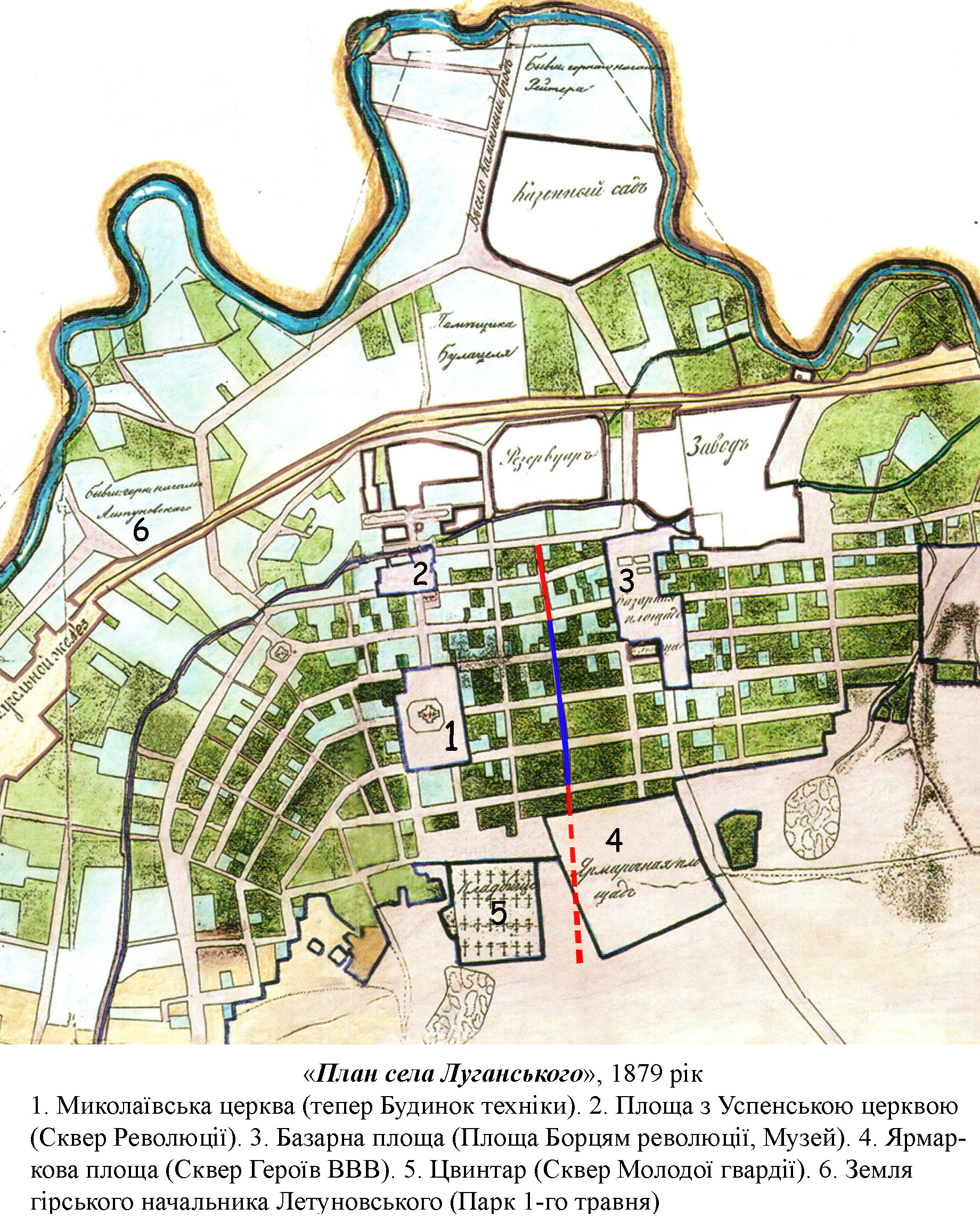
Карта старого Луганска 1879 года

На юге вход в Центральный рынок. На севере примыкает к улице Почтовой.

## Описание

Торговый центр на улице Демехина

На улице Демёхина находится Луганская телерадиокомпания, детская спортивная школа № 1 (раньше школа № 20), и так далее.

## Эмаль город

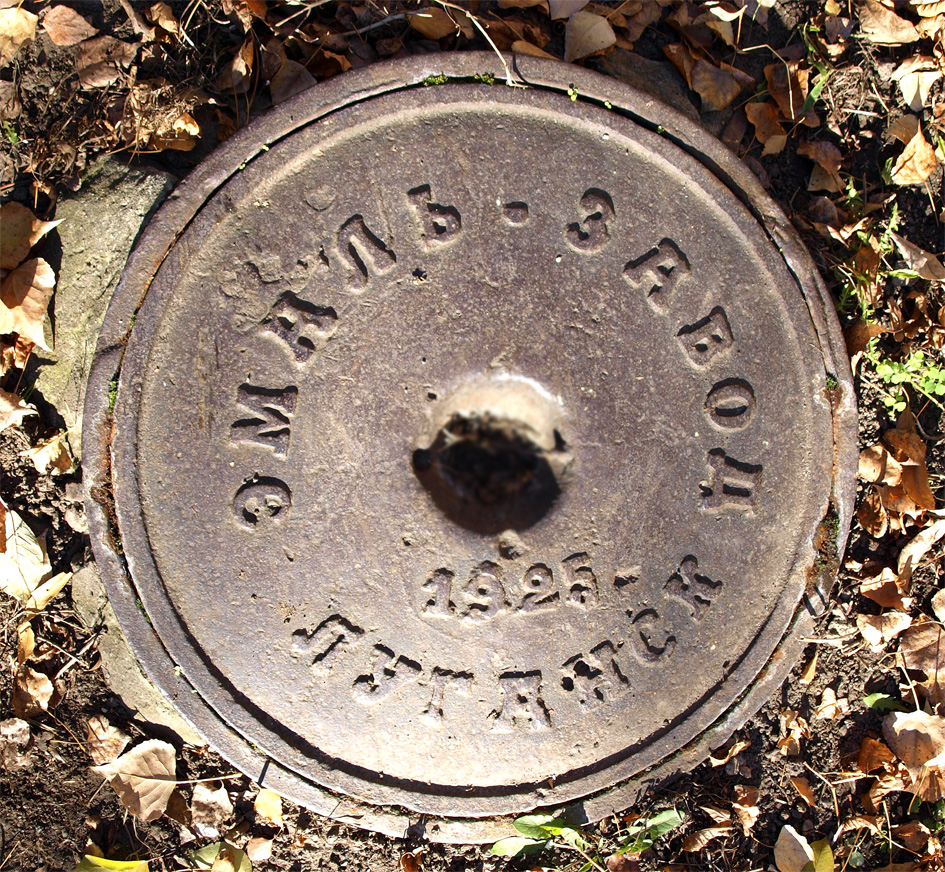
Эмаль город

В 1925 году владельцы Эмаль-завода для своих работников построили трёхэтажные дома. Здания оборудованы печками. Газ в этих домах появился в конце 1950 года.
В 2013 году многие квартиры находятся в аварийном состоянии, но сейчас дома выкупаются и из них делают офисы и юридические фирмы.

## Скверы
На улице разбиты два сквера: «Три грации» и сквер перед телецентром.
Сквер «Три грации» называется из-за фонтана, который в 1990 году был точкой сбора андерграунда.
Сейчас летом вокруг фонтана функционирует кафе.

## Телерадиокомпания

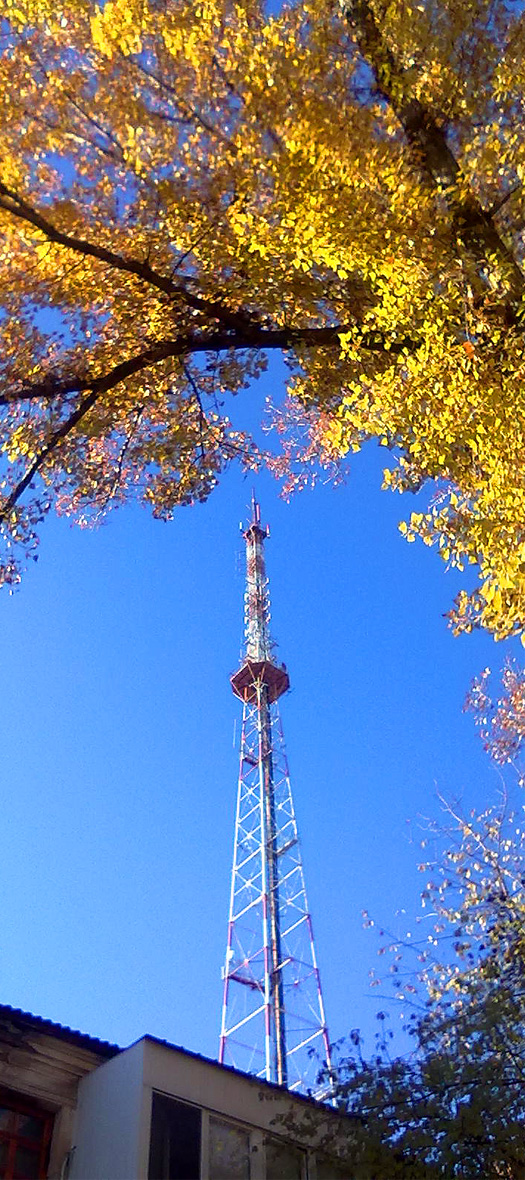
Телебашня

С 1958 года на улице Демёхина дом 25 располагается Луганская областная государственная телерадиокомпания.
С 2 июля 1958 года телебашня работает. В 1958 году введено однопрограммное телевизионное вещание, уже с 1971 года двухпрограммное вещание. В 1980 году вышла первая цветная программа.